# Hradčany (Chlumčany)
Hradčany jsou vesnice, část obce Chlumčany v okrese Plzeň-jih v Plzeňském kraji. Nachází se asi tři kilometry východně od Chlumčan. Je zde evidováno 59 adres. V roce 2011 zde trvale žilo 124 obyvatel.
Hradčany leží v katastrálním území Chlumčany u Přeštic o výměře 9,04 km².

## Historie
První písemná zmínka o vesnici pochází z roku 1860.

## Obyvatelstvo
| Rok            | 1869 | 1880 | 1890 | 1900 | 1910 | 1921 | 1930 | 1950 | 1961 | 1970 | 1980 | 1991 | 2001 | 2011 | 2021 |
| -------------- | ---- | ---- | ---- | ---- | ---- | ---- | ---- | ---- | ---- | ---- | ---- | ---- | ---- | ---- | ---- |
| Počet obyvatel | 128  | 132  | 127  | 150  | 179  | 185  | 203  | 173  | 173  | 161  | 134  | 126  | 116  | 124  | 129  |
| Počet domů     | 15   | 21   | 21   | 23   | 27   | 28   | 38   | 45   | 45   | 42   | 43   | 48   | 51   | 56   | 61   |

## Obecní správa
Při sčítání lidu v letech 1850–1950 Hradčany byly součástí Lišic v okrese Přeštice. Od roku 1960 jsou částí obce Chlumčany v okrese Plzeň-jih.

## Galerie

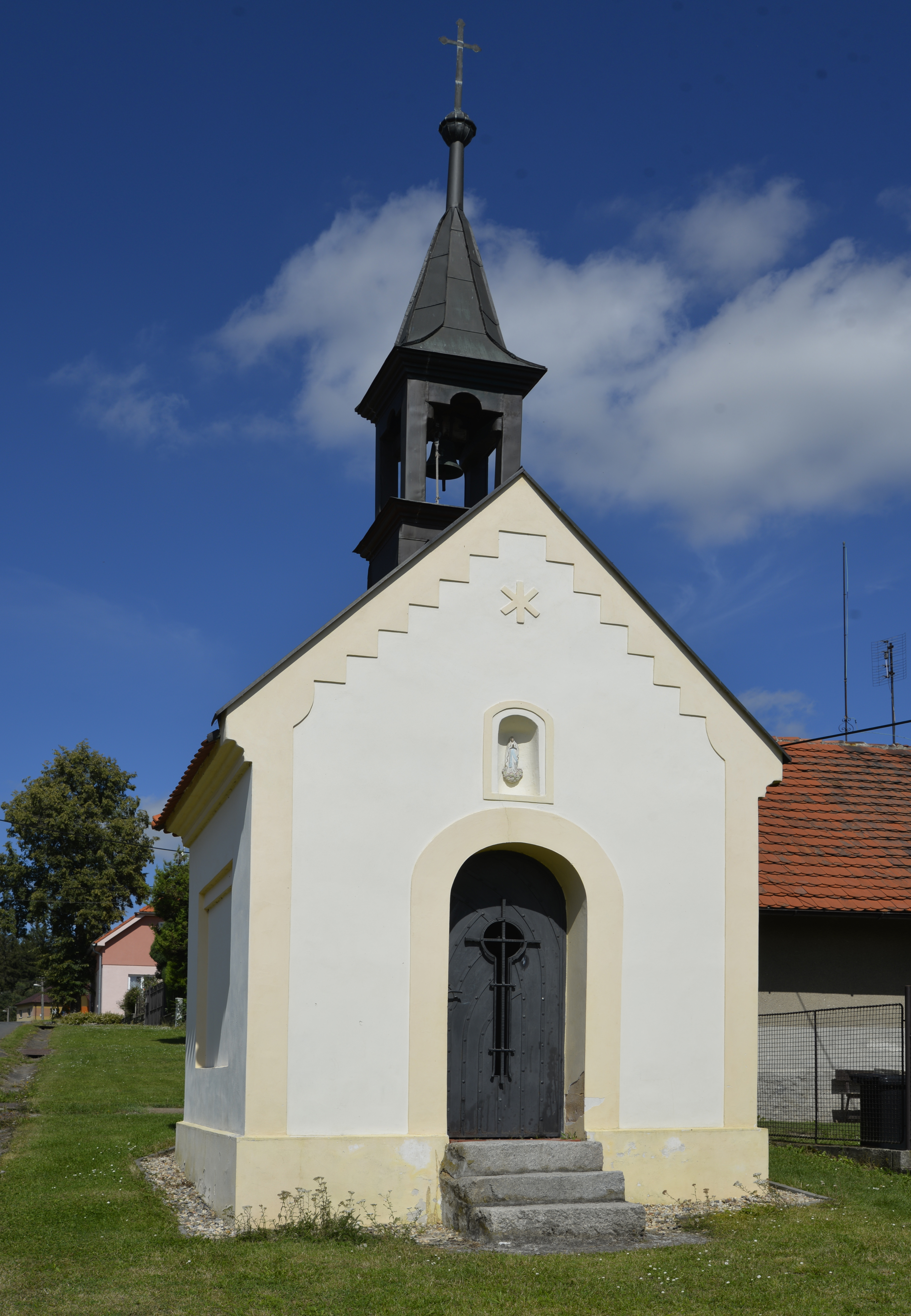
Kaple
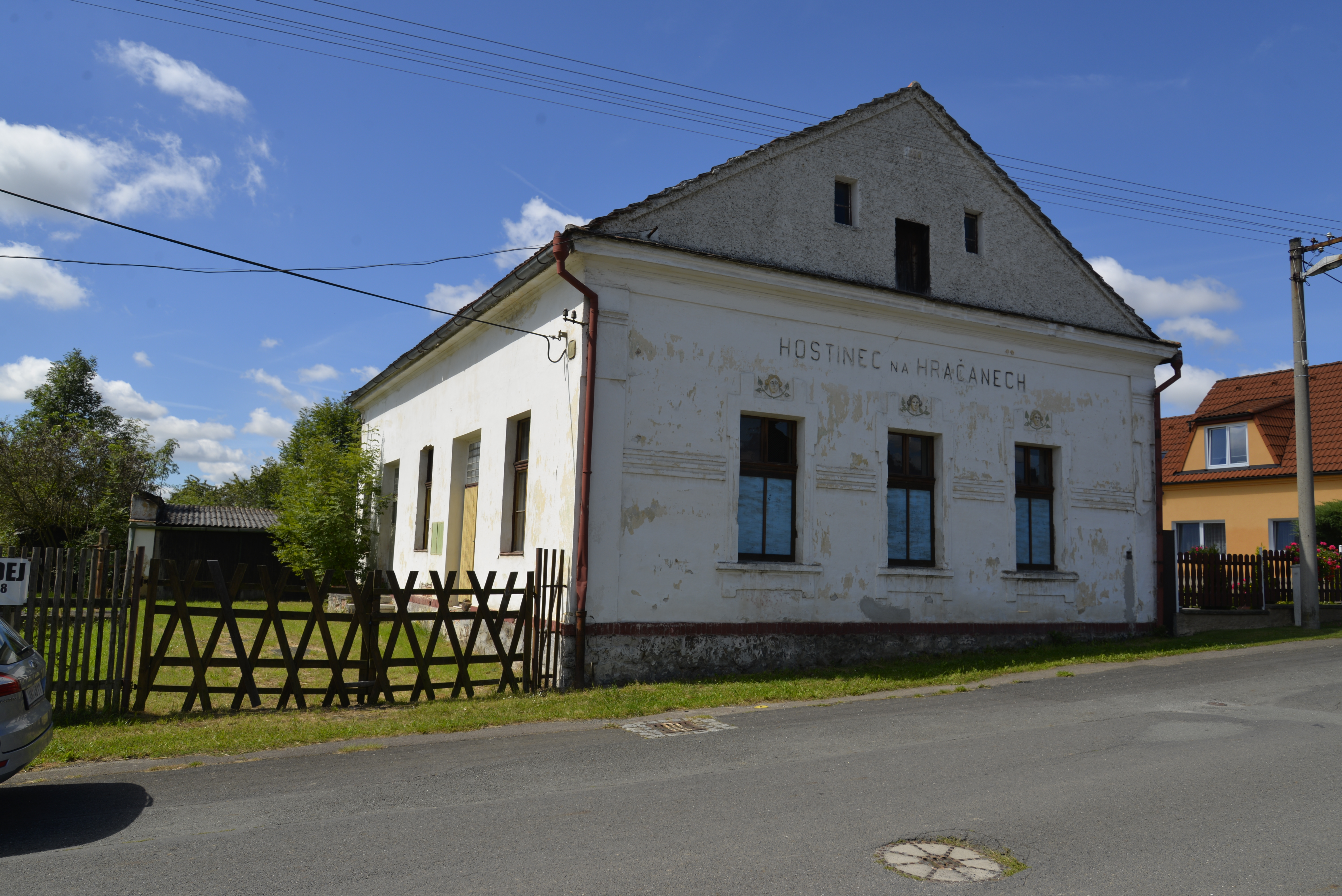
Bývalý hostinec
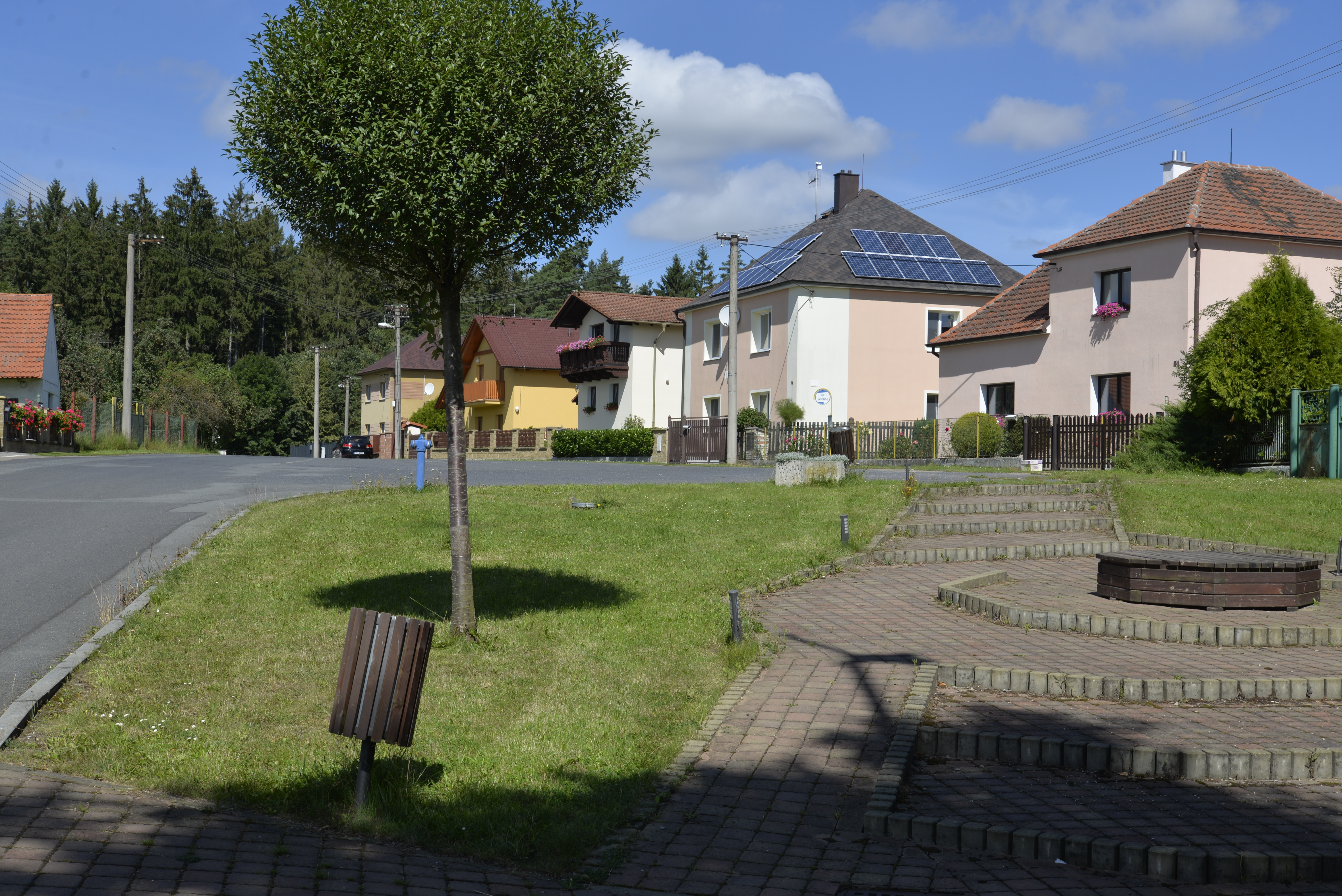
Parčík